# Verzeichnis der Vorlesungen am Koniglichen Lyceum Hosianum zu Braunsberg
Verzeichnis der Vorlesungen am Koniglichen Lyceum Hosianum zu Braunsberg (abreviado Verzeichnis Vorles. Konigl. Lyceum Hosianum Braunsberg) fue una revista con ilustraciones y descripciones botánicas que fue editada en Braniewo en los años 1906-1909. Fue reemplazada por Verzeichnis der Vorlesungen am Koniglichen Akademie zu Braunsberg.